# Lu Jingjing
Lu Jingjing (5 de mayo de 1989) es una jugadora de tenis profesional china.
Lu ha ganado 3 títulos individuales y 12 en dobles en la ITF tour en su carrera. El 20 de junio de 2011, alcanzó su mejor ranking individual el cual fue la número 178 del mundo. El 21 de septiembre de 2009,  alcanzó el puesto número 105 del mundo en el ranking de dobles.

## Títulos WTA (1; 0+1)

### Dobles (1)
| Leyenda                    |
| -------------------------- |
| Grand Slam (0)             |
| Juegos Olímpicos (0)       |
| WTA Tour Championships (0) |
| WTA Elite Trophy (0)       |
| Premier Mandatory (0)      |
| Premier 5 (0)              |
| Premier (0)                |
| International (1)          |

| N.º | Fecha               | Torneos  | Superficie | Pareja     | Oponentes en la final        | Resultado            |
| --- | ------------------- | -------- | ---------- | ---------- | ---------------------------- | -------------------- |
| 1.  | 7 de agosto de 2016 | Nanchang | Dura       | Chen Liang | Shuko Aoyama Makoto Ninomiya | 3-6, 7-6(2), [13-11] |

#### Finalista (2)
| N.º | Fecha                  | Torneos      | Superficie | Pareja      | Oponentes en la final    | Resultado |
| --- | ---------------------- | ------------ | ---------- | ----------- | ------------------------ | --------- |
| 1.  | 5 de noviembre de 2017 | Elite Trophy | Dura (i)   | Shuai Zhang | Yingying Duan Xinyun Han | 2-6, 1-6  |
| 2   | 29 de julio de 2018    | Nanchang     | Dura       | Xiaodi You  | Jiang Xinyu Tang Qianhui | 4-6, 4-6  |

## Títulos WTA 125s (1; 0+1)
| Leyenda  | Individual | Dobles |
| -------- | ---------- | ------ |
| WTA 125s | 0          | 1      |

### Dobles (1)
| N.º | Fecha                   | Torneos | Superficie | Pareja     | Oponentes          | Resultado           |
| --- | ----------------------- | ------- | ---------- | ---------- | ------------------ | ------------------- |
| 1.  | 5 de septiembre de 2017 | Dalian  | Dura       | You Xiaodi | Guo Hanyu Ye Qiuyu | 7-6(2), 4-6, [10-5] |